# Lepidotrigla spiloptera
Lepidotrigla spiloptera és una espècie de peix pertanyent a la família dels tríglids.

## Descripció
- Fa 10 cm de llargària màxima.[4][5]

## Hàbitat
És un peix marí, demersal i de clima tropical que viu entre 54-256 m de fondària a la plataforma continental.

## Distribució geogràfica
Es troba a Austràlia, Cambodja, la Xina, Indonèsia, Israel, Malàisia, Oman, les Filipines, Singapur, Somàlia, Taiwan, Tanzània, Tailàndia i el Vietnam.

## Costums
És bentònic.

## Observacions
És inofensiu per als humans i la seua carn és excel·lent.